# Koprivnički Bregi
Koprivnički Bregi è un comune della Croazia di 2 550 abitanti della regione di Koprivnica e Križevci.